# Falsocis
Falsocis is een geslacht van kevers in de familie houtzwamkevers (Ciidae).

## Soorten
- F. brasiliensis Lopes-Andrade, 2007
- F. flavus Pic, 1922
- F. opacus Pic, 1916